# Cá nàng đào vạch xiên
Cá nàng đào vạch xiên, tên khoa học là Chaetodon wiebeli, là một loài cá biển thuộc chi Cá bướm (phân chi Rabdophorus) trong họ Cá bướm. Loài này được mô tả lần đầu tiên vào năm 1863.

## Từ nguyên
Từ định danh wiebeli được đặt theo tên của Karl Maximilian Wiebel (1808 – 1888), bạn thân của tác giả Kaup, nhà tự nhiên học người Đức và là thành viên sáng lập Bảo tàng Động vật học ở Hamburg, nơi đã giúp Kaup thu được một mẫu vật của loài cá này.

## Phạm vi phân bố và môi trường sống
Từ phía nam Hàn Quốc và miền nam Nhật Bản (bao gồm quần đảo Ryukyu), C. wiebeli được phân bố trải dài đến đảo Đài Loan và bờ biển Trung Quốc, Việt Nam, vịnh Thái Lan và giới hạn đến phía bắc đảo Java (Indonesia).
Ở Việt Nam, C. wiebeli được ghi nhận tại vịnh Hạ Long (Quảng Ninh); hòn Mê (Thanh Hóa); cồn Cỏ (Quảng Trị); cù lao Chàm (Quảng Nam) và quần đảo Hoàng Sa; Phú Yên; vịnh Vân Phong và vịnh Nha Trang (Khánh Hòa); Ninh Thuận; Phan Thiết và một số bãi ngầm ngoài khơi Bình Thuận.
C. wiebeli sống tập trung trên các rạn san hô ở độ sâu khoảng 4–25 m.

## Mô tả
C. wiebeli có chiều dài cơ thể lớn nhất được ghi nhận là 19 cm. Loài này có màu vàng cam với những đường sọc chéo màu nâu ở hai bên thân. Đầu có một dải đen sẫm băng dọc qua mắt, ngay phía sau là một dải trắng nằm ngang trán, kéo dài xuống hai bên má; đỉnh đầu cũng có một vệt đen nổi bật. Mõm ngắn và nhọn, có màu xám. Vây lưng và vây hậu môn có dải viền ngoài một dải màu nâu cam. Cuống và nửa vây đuôi trước màu nâu cam, nửa vây sau màu đen, được ngăn cách bởi một vạch trắng; rìa sau của vây đuôi trong suốt.
Số gai ở vây lưng: 12–13; Số tia vây ở vây lưng: 22–25; Số gai ở vây hậu môn: 3; Số tia vây ở vây hậu môn: 18–20; Số gai ở vây bụng: 1; Số tia vây ở vây bụng: 5.

## Sinh thái học
Thức ăn của C. wiebeli chủ yếu là tảo, nhưng cũng có thể ăn bổ sung một số loài thủy sinh không xương sống và polyp san hô. C. wiebeli thường sống đơn độc, nhưng cũng có khi bơi theo cặp hoặc hợp thành những nhóm nhỏ.

## Phân loại học
C. wiebeli có quan hệ gần nhất với loài Chaetodon auripes dựa trên kết quả phân tích phát sinh chủng loại phân tử.

## Thương mại
C. wiebeli hầu như không được xuất khẩu trong ngành thương mại cá cảnh.